# Étang de Vaccarès

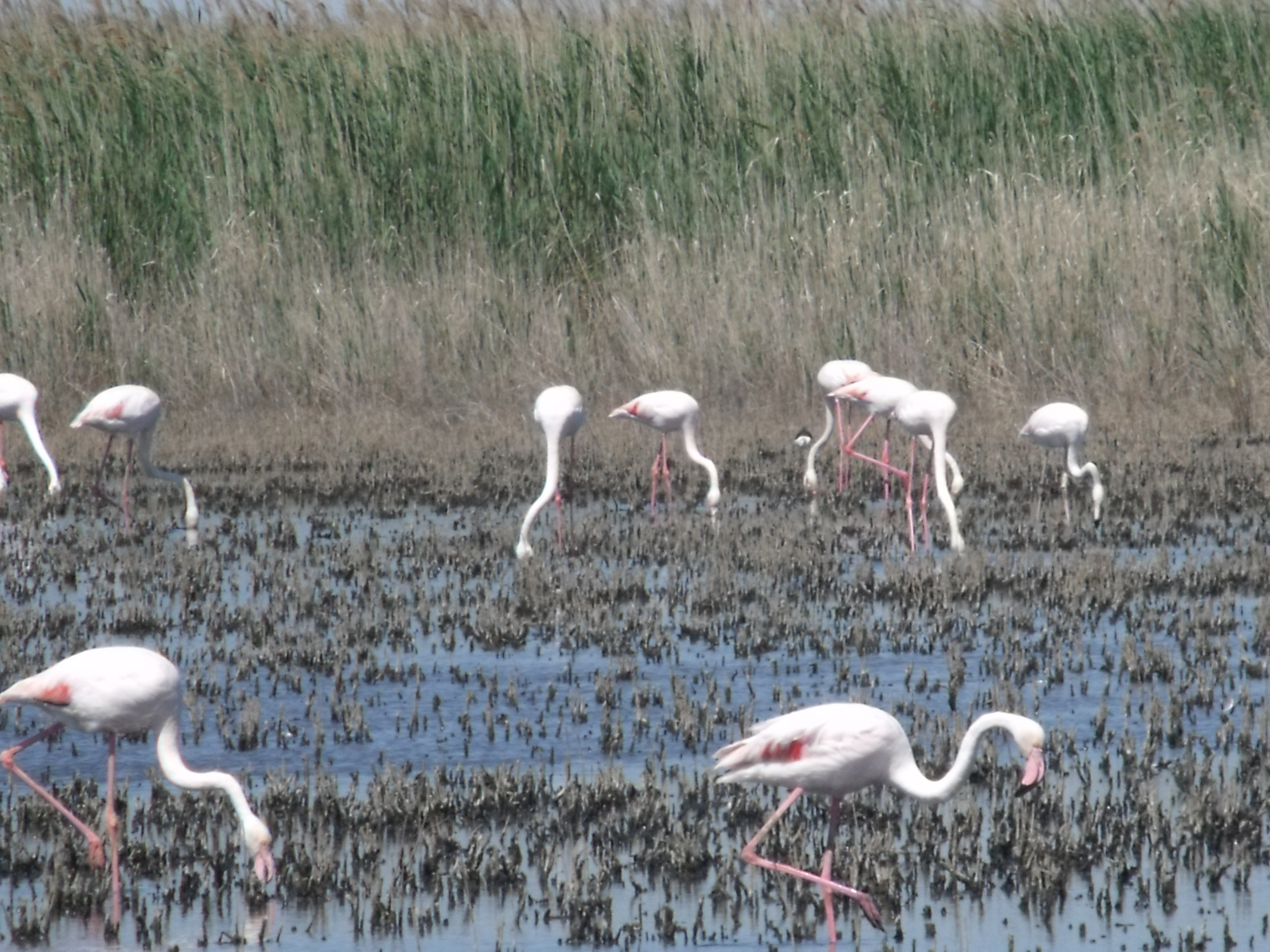
Fenicotteri rosa nell'Étang de Vaccarès

L'Étang de Vaccarès è un lago o, più precisamente, una riserva d'acqua salmastra, che si trova nella zona umida della Camargue nel delta del Rodano nel sud della Francia.

## Descrizione
Il lago ha una superficie di 290 km² ed il più settentrionale, e anche il più grande, dei laghi della Camargue. Profondo meno di due metri, costituisce l'elemento principale del sistema di controllo idrico del delta del Rodano, che dipende da una rigorosa gestione delle risorse idriche, attraverso stazioni di pompaggio, irrigazione e drenaggio che costituiscono un complessa rete di canali lungo tutto il delta del fiume.
Il lago è anche un importante luogo di sosta e cibo per gli uccelli migratori e ospita una popolazione di fenicotteri rosa. A causa della sua importanza per gli uccelli selvatici, l'Étang de Vaccarès e le sue zone umide circostanti sono una riserva naturale dal 1927 e nel 1975 è stato incorporato nel Parco Regionale della Camargue.

## Inquinamento
Il lago, pur essendo «protetto», è tuttavia esposto alle ripercussioni dell'inquinamento dei grandi parchi industriali limitrofi e del dilavamento delle aree agricole circostanti.